# Reformy.cz
Reformy.cz jsou spolek provozující stejnojmenný server. Jeho předsedou je Vít Jedlička a místopředsedou Martin Košut. Hlásí se k pravicově liberálním myšlenkám svobody jednotlivce a minimálních státních zásahů. 24. května 2012 v Golem klubu v Praze uspořádalo konferenci na téma Evropský stabilizační mechanismus, již se zúčastnili slovenský poslanec za SaS Jozef Kollár, ekonom Pavel Kohout, předseda Strany svobodných občanů Petr Mach. V minulosti na jeho konferencích vystoupili investigativní žurnalista Daniel Estulin nebo bývalý poradce Margaret Thatcherové Lord Christopher Monckton.
V lednu 2013 server Reformy.cz upozornil na možnost prolomení zabezpečení karty Opencard.